# 대광중학교 (서울)
대광중학교(大光中學校)는 대한민국 서울특별시 동대문구 신설동에 있는 사립 중학교이다.

## 학교 연혁
- 1947년 11월 25일 : 대광중학교 설립인가(6년제)
- 1947년 12월 4일 : 대광중학교 초대 교장 백영엽 목사, 이사장 한경직 목사 취임
- 1949년 1월 20일 : 현 교지 매입
- 1949년 10월 13일 : 재단법인 대광학원 설립인가
- 1958년 10월 30일 : 고등학교 교사 증축 낙성
- 1959년 10월 30일 : 중학교 교사 낙성
- 1961년 10월 30일 : 대강당 신축 낙성
- 1968년 10월 30일 : 과학관 신축 낙성
- 1972년 10월 30일 : 체육관 신축 낙성
- 1976년 10월 22일 : 생활관 신축 낙성
- 1992년 11월 6일 :  중학교 476m2 증축
- 1998년 7월 11일 : 예능관 준공식
- 2001년 3월 2일 : 대광중학교 남∙여 공학인가
- 2008년 10월 24일 : 60주년 기념관 낙성
- 2018년 12월 1일 : 이사장 김운성 목사 취임
- 2020년 9월 1일 : 제14대 윤영선 교장 취임
- 2023년 2월 3일 : 제72회 졸업식 (남학생 79명, 여학생 52명 총 131명) 누적 24,276명

## 참고 자료
- 대광중학교 - 한국교육학술정보원 학교알리미